# Mirmecologia

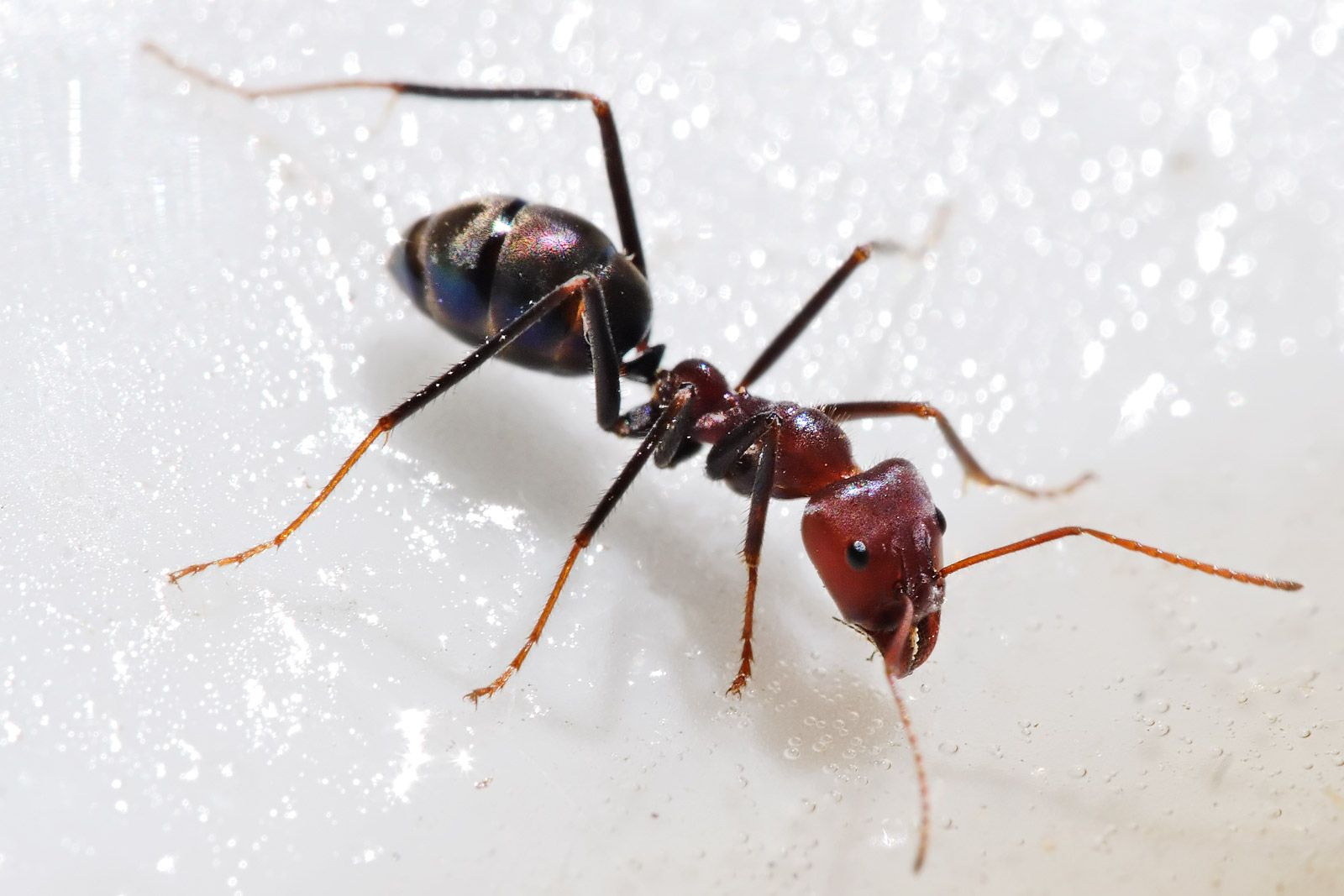
uma formiga, animal estudado pela mirmecologia

Mirmecologia é a ciência que se ocupa do estudo específico das formigas. Esta palavra vem do grego (myrmex = relativo a formiga, eko = relativo a ecossistema, ambiente + logos = tratado + ia). A mirmecologia estuda a biologia, ecologia, fisiologia, evolução, taxonomia, sistemática, filogenia, biogeografia e importância econômica das formigas. É uma subdisciplina da entomologia e está inserida na categoria da zoologia.

## Mirmecologistas célebres
Entre os mirmecologistas mais proeminentes, destacam-se, no passado, Pierre André Latreille, que deu nome à família Formicidae, W. M. Wheeler, F. Santschi, A. Forel, C. Emery, W. W. Kempf, G. Mayr, T. Borgmeier entre outros.
Mais recentemente, destacam-se William Brown Jr., Barry Bolton, B. Holldobler, Fernando Fernández, J. E. Lattke, D. Agosti, Alexander Wild, Philip Ward, Alan Andersen, H.G. Fowler, Jacques H.C. Delabie, Carlos R.F. Brandão e E. O. Wilson, considerado o mais proeminente biólogo vivo.
Entre os mirmecologistas que trabalharam no Brasil, destacam-se, no passado, T. Borgmeier, W. W. Kempf e Cincinnato Gonçalves quanto à taxonomia; Mário Autuori, que desvendou detalhes importantes da biologia das saúvas, em especial a fundação de colônias e a transmissão vertical do fungo na primeira metade do século XX; Elpídio Amante, Virgílio e Francisco Mariconi e colaboradores quanto à biologia e combate de saúvas.